# Zdeněk Kopsa
Zdeněk Kopsa (27. ledna 1931 Brno – 6. dubna 2015) byl český fotbalista, útočník a hráč ledního hokeje.

## Fotbalová kariéra
V československé lize hrál za Spartak Praha Stalingrad/ČKD Praha. Nastoupil ve 109 ligových utkáních a dal 33 gólů.
V druholigovém ročníku 1954 byl s 11 brankami nejlepším střelcem Rudé hvězdy Brno.

## Fotbalová ligová bilance
| Ročník                                   | Zápasy | Góly | Klub                     |
| ---------------------------------------- | ------ | ---- | ------------------------ |
| 1. československá fotbalová liga 1958/59 | 25     | 9    | Spartak Praha Stalingrad |
| 1. československá fotbalová liga 1959/60 | 24     | 8    | Spartak Praha Stalingrad |
| 1. československá fotbalová liga 1960/61 | 23     | 5    | Spartak Praha Stalingrad |
| 1. československá fotbalová liga 1961/62 | 20     | 11   | ČKD Praha                |
| 1. československá fotbalová liga 1962/63 | 7      | 0    | ČKD Praha                |
| 1. československá fotbalová liga 1963/64 | 10     | 0    | ČKD Praha                |
| CELKEM                                   | 109    | 33   |                          |

## Hokejové statistiky
| 1953-54    | Rudá hvězda Brno | TCH        | 2 | 0 | 0 | 0 | — | — | — | — | — | — |
| 1954-55    | ČH Bratislava    | TCH-2      | 6 | 3 | 0 | 3 | — | — | — | — | — | — |
| TCH celkem | TCH celkem       | TCH celkem | 2 | 0 | 0 | 0 | — | — | — | — | — | — |